# Léon Walras
Léon Walras (ur. 16 grudnia 1834 r. w Évreux, Francja, zm. 5 stycznia 1910 r. w Clarens, blisko Montreux, Szwajcaria) – francuski ekonomista, założył matematyczną szkołę w ekonomii, stworzył matematyczną teorię ogólnej równowagi ekonomicznej.